# Afonso Telo de Meneses
D. Afonso Telo de Meneses ou também Afonso Telo de Menezes (1225 -?) “o Tição” foi um nobre e Cavaleiro medieval do Reino de Portugal.

## Relações familiares
Foi filho de D. Afonso Teles de Meneses (m. 1230), 2.º senhor de Menezes e 1.º senhor de Albuquerque e de D. Teresa Sanches (Coimbra, hija do rei D. Sancho I de Portugal e de D. Maria Pais Ribeira a Ribeirinha. Casou com Maior Gonçales Girão, filha de Gonçalo Rodrigues Girão e de Sancha Rodriguez, de quem teve:
- Maria Afonso Teles de Meneses, casou com João Garcia, senhor de Uzero, e foi amante do rei Sancho IV de Castela, O Bravo, rei de Castela, com quem teve: Violante Sanchez, senhora de Uzero, casada com Fernando Rodrigues de Castro, senhor de Lemos.[1]

Filhos fora do casamento:
- Martim Afonso Tição, em 1312 foi um dos testamenteiros de Martim Gil de Riba de Vizela, 2º conde de Barcelos. De muger desconocida teve uma filha, Marinha Afonso Tição quien casou com Fernão Pires de Portocarreiro.[1]